# Північна династія Сун
Північна Сун (北宋; 4 лютого 960 — 20 березня 1127) — епоха часів династії Сун. Він закінчився, коли його столицю, місто Кайфенг, завоювали вороги з півночі. Пізніше тимчасова столиця династії Північних Сун була заснована в Ін Тянь Фу (нинішній Шанкіу Хенань). Історично в династію Пін входили і Північна, і Південна пісні. Його називають «Північним», щоб відрізняти від «Південного», який проживав переважно в Південному Китаї. [1] Імператор Таїзу Пінського розробив заколот і узурпував престол Пізнішого Чжоу (останнього підряд з п'яти династій), що ознаменувало початок династії. У 1127 р. Його столиця Кайфен потрапила під руку штату Цзінь, за цей час правлячий імператор Ціньцун та його родина потрапили у полон у події, відомій як інцидент Цзінканга. Північна пісня закінчилася наступного року. Ним керували дев'ять імператорів, і проіснував 127 років.
Правляча область Північної пісні поширювалася на південно-східне узбережжя. Північною його кордоною з державою Ляо була річка Хай, місто Ба Чжоу, провінція Хебей, і прохід Янмен, провінція Шаньсі (Цзінь), важливий перевал Великої стіни. Його правління досягло північного заходу до гори Хеншань у Шеньсі (Шань / Цінь), на сході провінції Ганьсу та річки Хуаншуй Цінхай, аж до кордону зі штатом Ляо. На заході вона розділяла прикордонну лінію гір Міни та річки Даду (Сичуань) з Королівством Тибет та Далі. Це також було поруч із В'єтнамом через провінцію Гуансі. Тим не менш, Північна династія Піс була найменшою за площею суші серед усіх об'єднаних імперій, що були створені на величезних Центральних рівнинах. Як зафіксував Тайпін Хуанью Цзі, населення династії Північних пісень вибухнуло від 32 500 000 в 980 р. до 100001 200 в 1110 р.

## Історія

### Заснування
Чжао Куань Інь, перший імператор Пісні, Тайцзу був професійним солдатом. Він був рятувальником, який керував військами перед палацом імператора в Пізнішому Чжоу. Чжао став важливим військовим діячем під час правління імператора Шицгона завдяки своїм видатним військовим подвигам. Після помер Шизона на престол зійшов молодий імператор Гонгді. Пізніше Чжао захопив владу через повстання Ченк'яо і створив Пісню. Він прийняв авторитарну централізовану систему, щоб викорінити потенційну диктатуру та самодержавство вищих посадових осіб, що давно було загрозою з часів середини династії Тан, і зміцнити авторитарний центральний уряд, сприяючи стабільності та зростанню феодалу соціальна економіка. З іншого боку, надмірна бюрократія та непотрібні офіційні посади призвели до жахливого зниження ефективності та згодом фінансових труднощів.
У галузі військової діяльності Північна пісня розширила війська, послабила військову міць генералів, розділивши владу на різних осіб, і скоротила термін їх служби на одній офіційній посаді, щоб у них не було шансу накопичити стільки влади до цього загрожувала центральній. Постійна зміна генерала, однак, призвела до зниження боєздатності солдатів, і війська Північної пісні зазнали неодноразових поразок проти груп меншин, таких як Ляо та Західна Ся. Таким чином, прикордонна оборона стала порожньою і слабкою, що завдало шкоди національній безпеці. В цілому авторитарна централізована система мала певну міру сприяти об'єднанню та стабільності феодальної держави, запобігаючи місцевому сепаратизму та селянським заколотам, але також передвіщала поглиблення збіднілих та занурених з північної Північної пісні.
Під час весняного фестивалю в 960 р. Партизанські товариші Чжао склали помилкову розвідку про те, що штат Ляо повинен вторгнутись. Тоді прем'єр-міністр (у феодальному Китаї) негайно наказав Чжао йти на кордон для захисту. На третій день першого місячного місяця Чжао прибув до Ченк'яо, і його прихильники були драпіровані імператорським жовтим халатом (ритуал визнання когось імператором, схожий на коронацію) тієї ночі. Чиновники пізнього Чжоу вважали це незворотним і не зробили нічого, окрім як прийняли реальність. Гонді пізніше Чжоу був змушений залишити престол, а Чжао згодом став династією Тайзу Сун.
У 961 та 969 рр. Під час бенкетів і під час пияцтва (або прикидаючись) Чжао погрожував полководцям двічі не повстати проти Пісні, як він це робив проти пізнього Чжоу, і позбавив їх владних повноважень. шляхом призначення їх на лише номінальні посади при призначенні цивільних чиновників командувачами військ, щоб централізувати військову владу. Таким чином, династія Північних Сун була вільною від місцевих військових сепаратистів, але в той же час місцеві ресурси були обмеженими. Все це призвело до його поразки в битвах проти північних племен.
Національна політика Північної династії пісень принципова на її «акценті на науковців і менше на військових» (重 文 轻 武). Це має свої переваги та недоліки для династії Сонг; перевага, що стабільність буде приноситись політичному та економічному середовищу ранньої Північної династії пісень, особливо, коли немає таких бич, як возиння євнуха навколо, або місцеві губернатори, що захоплюють землю. Незважаючи на те, що більшість імператорів Пісні діяли посередньо, країна залишалася процвітаючою та стабільною. Недоліком, однак, було те, що династія Північної Пісні послідовно зазнала військових поразок. Поряд з Південною династією Сун, 300 років історії династії Сон тяжіли до її військових поразок і відступів.
Ще одне завдання, з яким зіткнувся Тандзу, — об'єднати свою країну. Після обговорення з Чжао Пуксу, Чжао Куангінь вирішив об'єднати всю країну, починаючи з півдня, а потім на півночі. Чжао Куангійн вперше вдався до підробленого плану знищити Нанпін і Вупінг. Він також знищив три царства, Шу, Наньхан і Нантанг. Тайцу від щирого серця бажав успішного об'єднання, а також створив склад для економії грошей і шовку, сподіваючись, що це допоможе викупити шістнадцять штатів Яньюнь від Ляо в майбутньому. У серпні 9-го року Кайбао (976) Таїзу знову пішов на північ. Однак Таїзу різко помер 19 жовтня, тому його брат Чжао Гуангій негайно зайняв трон. Подейкували, що Гуангі вбив свого старшого брата, щоб узуртувати трон. Завдання для об'єднання Півночі та Півдня було тимчасово припинено, коли Чжао Гуангій зійшов на престол як Піс Тайчонг.
Після того, як імператор Тайчжун стабілізував своє правління, він продовжив завдання возз'єднання. Чен Хунцзін і сам титул короля Вуюе, Цянь Гонлінг, який захопив дві провінції Чжан і Куан на Фуцзяні, здався в 978 році, тоді Північний Хан був ліквідований у 979 р. У травні 4 р.

### Північні війни проти Лю і Ся
Після смерті Тайцзуна Чжао Хенг піднявся на посаду імператора Сон Чженьчжуна. Він проводив політику Хуанг-Лао в Тайчжуні і керував бездіяльністю. Ще з часів Північної експедиції Йонсі Ляо часто грабував і грабував Пісню біля своїх кордонів. До першого року Джингде ці бойові дії переросли в масштабне вторгнення. Прем'єр-міністр Коу Чжун очолив опір. Чженьчжон особисто відправився на поле битви і сильно підсилив моральний дух армії Сонґ. Пісня і Ляо увійшли в глухий кут у місті Танчжоу. За збігом обставин генерал Ляо Сяо Тілінг був збитий арбалетом армії Сонг, що значно послабило мораль армії Ляо і розгромило будь-яку надію на перемогу Ляо. Потім Ляо прагнув примиритися з Північною династією Пін, і після декількох переговорів дві країни погодилися на мирний договір. Основний зміст мирного договору був такий: Пісня платила Ліяо 20 мільйонів шовку та 100 000 срібних данин щорічно, а договір історично називався «Договором Ханьюань».
Імператорська пісня Чженчонг Чжао Хен
Згодом Коу Чжун поступово випав з прихильності Чженчонга і був врешті-решт звільнений з посади. Ван Чінро, видатний міністр, який добре обіймався, знав, що Чженчонг сподівається підпалити атмосферу миру та злагоди, і тому виступав за те, щоб Чженьчжон був фен-Шаном. Він також домовився з іншим прем'єр-міністром Ван Даном, щоб виготовити «сприятливі» фасади по всій країні. Як результат, Чженьчжун в перший рік Dazhongxiang Fu вчора тричі мав Фен Шань, а Ван Чиру став найвірунішим міністром Чженчонга.
Zhenzong Zhao Heng
У Чженьчжуна та королеви Лю не було дітей. Одного разу Женьчонг відвідав Лі, служницю Лю Конкубіна, і вона народила сина (Чжао Шоуї) на третьому курсі Ю. Дачжун Сянфу, який згодом став Ренцонгом. Лю та інша наложниця Ян виховали дитину. У рамках фестивалю середини осені другого року Тяньсі, Чженьчжун офіційно назвав Чжао спадкоємцем і перейменував його на Чжао Чжень. 20 лютого, в перший рік Цзянсінь, Чженьчжун помер. Престолонаціональний принц Чжао Чжень зайняв престол, а королева Лю стала правилом королеви Доугер до того, як Ренцонг став дорослим. Відтоді розпочалося шістнадцять років панування імператриці Лю уряду.
На початку правління Рензона, Ренцонг не зміг здійснити своїх амбіцій, оскільки він завжди знаходився під тінню Лю. Хоча королева імператора Ренцонга була з родини Чао, він завжди особливо любив наложницю Чжан. Але оскільки Чжан прийшов з низького походження, вона ніколи не могла бути королевою. Чжан помер восьмого дня першого місячного місяця на шостому році Хуангу, а Ренцон ставився до її похоронів, ніби вона королева, і навіть присвоїв їй титул королеви Венченг. Результат був безпрецедентним в історії з живою і мертвою королевою.
Нація була відносно сильною в управлінні Ренцонгом з процвітаючою економікою, утворюючи пік Північної династії Сун. Однак існували дві основні проблеми, з якими довелося зіткнутися в той час: розширення імператорського двору та зменшення кількості солдатів, що спричинило фінансові проблеми. У той же час, данини і подарунки часто були потрібні для заспокоєння північних племен, виснажуючи багатство нації.
Лідер партії Лі Юаньхао оголосив себе імператором на третьому році Дакіна (1038 р.) І заснував Сіксію, спричинивши кількарічну війну між Сунгом і Ся. Пісня перемагала багато разів. Ренцонг призначив Фань Чжуняна, Лу Іцзянь, Фу Бі, Бао Чжен, Хань Ци та інших талановитих міністрів для впровадження нового Кодексу Цінлі, який досяг чудових результатів. Династія вступила в найзаможніший етап, але деякі консервативні діячі звинувачували реформаторських чиновників у збитті. Оскільки Рензун завжди ненавидів кронізм, ці реформістські чиновники згодом були знецінені в провінційні чиновники. Це поклало кінець короткому виконанню Нового кодексу Qingli. На кордоні Ренцонг призначив генерала Ді Цин спочатку знищити заколот Південного Ньонко, а потім провокацію Сіксія.
Після смерті Ренцонга, Сун Іньцзуна, Чжао Шу змінив його. Він був онуком Чжао Юаньфена, брата Чженчонга, і був створений як престоловий принц на сьомому році Цзяю. Імператор Іньцзун був неміцним, спочатку королева Цао займалася всіма державними справами. Yingzong розпочав правити лише після травня першого року Чіпінга. Через півмісяця після того, як він повернув собі авторитет, спалахнула суперечка і тривала 18 місяців. Причиною інциденту стало те, що прем'єр-міністр Хань Ци ініціював дискусію щодо статусу біологічного батька Інцунга. В результаті уряд був поділений на дві фракції; одна фракція вважала, що біологічного батька Іньцзуна, монарха Пу, слід називати Хуан Бо (皇 伯), дядьком царя, а інша фракція вважала, що його слід називати Хуан Као (皇 伯). Врешті-решт, імператриця-підрядник вирішила назвати його Хуан Као, і лише тоді аргумент вщух. Загалом, Іньцзун був ще

### Нова політика
Після смерті Іньцзуна на престол зійшов його старший син Шеньчонг. Коли він розпочав своє правління, він помітив чимало зловживань, які виникли внаслідок правил, сформульованих на ранніх етапах династії Сун, внаслідок чого якість життя людей знижувалася, і те, як Ляо і Ся були готові вторгнутись у ослаблену Пісню. Тому Шеньчонг вирішив провести реформи, що дозволило Вангу Ансі, відомому реформаторському міністру, провести політичні реформи, і призначило його політиком. Нові закони, запропоновані Ван Анші, включали колективну відповідальність, програму «Зелені паростки», звільнення від військової служби, систему управління торгівлею, систему Баоджіа, програму розведення бойових коней, нову систему оподаткування тощо. Однак консервативна партія, яку очолює Сима Гуанг, була рішуче проти імплементації нового закону. Поряд із постійним стихійним лихом у країні, рішучість Шеньчонга здійснити реформу була похитнута. На сьомому році Сінін на Північному Китаї сталася посуха, і чиновник на ім'я Чжен Ся представив Шеньчонгу ілюстрацію страждаючих селян. Це шокувало Шеньчонга, і він розпорядився припинити всі 18 законів від реформи на наступний день. Хоча ці політики були відновлені незабаром, Шеньчжун вже почав недовіряти Ван Анші. У квітні сьомого року Сінін Ван Анші був звільнений вперше та відправлений до Чжіцзян Нінфу. Пізніше чиновник реформаторів Лу Хуйцин діяв безрозсудно, внаслідок чого Ван Ансі повернувся до столиці, хоча консервативна партія все ще розчарувалась. У червні дев'ятого року Сінін, помер старший син Ван Анші. Ван Анші скористався можливістю вийти на пенсію, тому Шеньчжун знову звільнив Ван Анші з посади у жовтні. Після цього Ван Анші не займався жодними величними справами.
Хоча думки щодо нової політики Сінін були суперечливими, не було сумнівів, що намічені наслідки Ван Анші від її впровадження так і не були досягнуті. Хоча виконання нових законів значно збільшило дохід країни та оброблювані площі, це також збільшило навантаження на цивільне населення. Військові реформи були лише паліативними зусиллями, що в кінцевому рахунку не призвело до досягнення ефективності військових. У поєднанні з нетерпінням Ван Анші Ван Анші поспішно здійснив реформи, не допустивши необхідного більш тривалого періоду часу, щоб суспільство принесло користь плодам Нової політики. Більше того, після введення нового закону на деякий час різниці між положеннями та ефектом від реформи продовжували зростати, і деякі заходи, які спочатку приносили користь людям, почали їх турбувати. Неправильне виконання нового закону також стало причиною його втрати підтримки. Серед реформаторів Лу Хуйцин, Дзенг Бу, Лі Дін та Цай Цзин були досить спірними персонажами, деяких з них навіть вважали лиходіями. Протягом цієї реформи історик Хуан Ренью прокоментував цю реформу: "Ще за дев'ятсот років до нас Китай намагався маніпулювати державою за допомогою фіскальної політики. Її масштаби та глибина в той час не були помічені в інших місцях світу. Однак сучасні фінанси — це всюдисуща і всемогуча організаційна сила. Її правило включало все, і воно не дозволяє жодним іншим конкурентам конкурувати з ним ".
Після звільнення Ван Анші, Шеньчжун продовжив реформування; це було відомо як «реформи Юаньфенга». Хоча реформу Юаньфенгу також називали «новою політикою Сінфенга» поряд із реформою Сінін, зусилля з реформи не могли відповідати реформам Сінінської реформи. Зі збільшенням національної військової сили Шеньчжун переніс свою увагу на північні племена, рішучі знищити Сіксію. У п'ятій рік Сінін Шеньчонг у травні почав марширувати на захід у Сяксії і здобув великі перемоги, підвищивши його впевненість. У квітні четвертого року Юаньфену в межах Xixia стався переворот, і Шеньчонг скористався цією можливістю знову нанести удар по Xixia. Однак експедиція закінчилася фіаско. Шеньчжун не витримав цього, і тому став прикутий до ліжка. На початку першого місяця восьмого року Юаньфенга Шеньчонг назвав свого спадкоємця сином Шестг Чжао Май. Незважаючи на те, що новий закон, оприлюднений Шеньчонгом, був ненадовго скасований його матір'ю імператрицею Доугер Гао, він незабаром був відновлений, його виконання продовжувалося навіть до династії Південних пісень.
Після смерті Шеньчжуна імператриця Доугер Гао контролювала політику, суворо стримуючи Чжао Сю, який щойно взяв на себе трон як Джечжун. Імператриця Доугер покровительствувала над головою консервативної партії Сима Гуанг і зменшила Чжечжун. Це ініціювало серйозну сутичку між консерваторами та реформаторами, яка пізніше була відома як конфлікти Юанью. Після того, як Чжечжун захопив владу, він засудив консервативну партію і підтримав реформаторську партію, продовжуючи застосовувати реформи.

### Пісня Цзян, Fang La Civil Commotion
Чжезун не залишив спадкоємців, тому його брат Чжао Джі піднявся на престол як Сон Хуйзонг після смерті. Хуйзонг цікавився лише шукати задоволення і не мав інтересу до управління. На початку імператриця Доугер допомагала правити урядом і намагалася реаармонізувати консервативну та реформаторську партію. Це закінчилося абсолютною невдачею зі смертю імператриці Доугер. Хуйзонг з дитинства любив каліграфію, малювання та верхову їзду. Правління Хуйзгона було розпущено, коли він любив відвідувати Цинглу. Згідно з заявами науковців, він вимагав масштабних будівельних проектів, таких як гора Вансуй, побудована у північно-східному куті Кайфенгу, яка тоді була перейменована в Генію. Генюе охоплював землю радіусом понад десять миль і мав кілька святилищ, таких як ставок Гібіскуса, «Фуронгчі» (芙蓉 池) та Ніжний Крик, «Циксі» (慈溪). Тут також розміщувались павільйони, екзотичні птахи та тварини. Хуйзонг також створив бюро Yingfeng в Сучжоу, щоб розграбувати своєрідні дорогоцінні камені, камені та мінерали на південному сході, що спричинило багато соціальних заворушень.
У перший рік Сюанье (1119 р.) Сун Цзян зібрав тридцять шість людей і почав гуляти в Шаньдун і Хебей. Пізніше він був завербований як чиновник для відновлення миру. На другий рік Сюанье (1120) лідер маніхеїзму Фанг Ла спонукав громадськість розпочати заворушення в селі Qixian у окрузі Ше (деякі кажуть, що інцидент стався у Банґюандоні, містечку Ваньян, Чуньань). Пізніше вони захопили Ханчжоу і встановили режим у чотирьох провінціях, шести штатах та п'ятдесяти двох округах Чжецзян, Аньхой та Цзянсі, але наступного року був придушений генералом пісні Хан Шичжоном.

### Інцидент у Цзінгангу
Пісня Хуйзун ігнорувала політику, а урядові справи були передані Цай Цзин, керівнику Шестих злодіїв. Чай Цзін закликав поляризувати партії, заборонивши інших членів партії та відкинувши дисидентів в ім'я відновлення закону та справедливості. На наступний день після того, як Цай Цзін вступив на посаду, він видав ект про заборону нової політики Юаньюу, який згодом був названий зв'язком Юанью. Чесні міністри були відсторонені від політичного центру. Хуйцонг насолоджувався грандіозними подвигами, і тому, побачивши, як Ляо напав Джин, навесні першого року Чжунхе швидко послав посла до Цзінь. Дві сторони домовилися об'єднати сили і атакувати Ляо, Сонг несе відповідальність за атаку Нанкін і Сікі. Після поразки Ляо, земля Ян Юнь буде відновлена до Сонґа. Історично це було «Альянсом, проведеним у морі». Однак армія Пін зазнала поразки. Армія Цзінь розграбувала населення Яньцзіна і затримала три штати, Інь, Пінг і Луан. Незважаючи на те, що захисник Сан-Шефана Чефан Чжан Джуе взяв назад одинадцять із шістнадцяти штатів Ююнь, у сьомих роках Сюанье Цзінь напав на Сонг і незабаром окупував три штати та штати Ююнь, навіть дійшовши до столиці Сонґ. Хуйзонг був так наляканий, що передав своє становище Сіньцонгу, своєму синові, і втік до Джіаньяна. Ціньчжун був нерішучим у переговорах і зовсім не був переконливим. Пізніше, у відчайдушних обставинах, Лі Гангу було дозволено захищати Дунцзін. Хоча захист був переможним, династія Цзінь не здавалася і двічі просувалася на південь. У вересні першого року Цзінканга Тайюань впав. У листопаді міська стіна Кайфен впала, і Цзінь змусив Циньцонг примиритися. 30 листопада Цінь Цонг був змушений піти до табору Цзінь, щоб обговорити трактат, повернувшись через три дні. Джин вимагав великої кількості дорогоцінного каміння, внаслідок чого Циньцонг виграбував свої речі та майно. Місто Кайфенг було осаджено армією Цзінь, через місто кипіла епідемічна хвороба, а також незліченна кількість людей, що помирали від голоду. Цзінь змусив Циньцзун знову домовитися, тримаючи його в полоні, потім спробував вимагати більше багатства за умови його повернення, але багатство Пісні вже було випорожнено. Джин ніколи не завойовував внутрішнє місто Кайфен, але генерал Пісні Цьонг доставив Хуйзун і членів королівської родини в Джин. 6 лютого, на другий рік Цзінканга, два імператори Хуйчжоу та Цінь були скасовані Цзінь Тайчжоном та деградували селянам. Після того, як Цзінь пограбував майже всі королівські скарби Палацу династії Північних Пін, був встановлений ляльковий режим, «Да Чу», Чжан Бангчанг — імператор маріонеток. Пізніше в 1130 році був встановлений ще один маріонетковий режим, Да Ци, з імператором Лю Ю, який в історії був відомий як «Лю Ци». Два імператори та їхні брати були викрадені Джином до міста П'яти Королівств, історично відомого як «Падіння Джинканга». Тільки брат Цзіньчжуна Кан Чжао Гоу був звільнений від цієї долі шляхом вербування за кордон. Хуйзгона називали Хунде Гонг (герцог з головою в дурнях) «昏 德 公», а Циньцун як Чжунхун Хоу (товстий лорд) 重 昏 候. Зрештою, вони обоє загинули в Джині.
Хоча Хуйзонг не мав жодних політичних досягнень, він, без сумніву, досяг багато чого в каліграфії та живописі. Каліграфія та живопис Хуйзгона мають незрівнянне становище в історії китайського мистецтва, створивши символів Шуцзіна та оцінивши розвиток каліграфії та живопису. Статус Академії живопису та каліграфії Ханліна значно покращився, а Чжан Цзедуань, відомий художник та автор «Цінгінг Шанхету», отримав підвищення кваліфікації завдяки Хуйзонгу. Навіть його син Чжао Гоу зазнав впливу, згодом став видатним каліграфом.
Пізніше Чжао Гоу відновив свою позицію імператора, встановивши Південну династію Сун, але в порівнянні з Північною династією Сун, Хебей, Хенань і Шаньдун були втрачені, територія сильно скоротилася.

## Політика

### Централізація
У династії Сон сприяла централізація уряду, а політика називалася «сильними слабкими гілками ствола» (強 榦 弱 枝). Місцеві чиновники були відправлені центральною владою, і їхні посади часто змінювалися. Усі місцеві надходження безпосередньо передавались центральній владі без сейфів (названа «грошова долина», 制 钱谷). Тому стало неможливо важко допомогти місцевим жителям у біді під час лиха. Централізація в династії Сон сконцентрувала військову та фінансову потужність, а навколишні регіони дедалі більше збіднювались. Оскільки більшість регіонів ослабла через фінансові труднощі, коли Цзінь просунулася на південь, вся країна розпадеться, як тільки столиця Біньцзін (Кайфенг) буде захоплена, не маючи шансів повернутися. Під час заколоту династії Тан, навіть якщо його військова сила була не слабшою, ніж у Джин, дві столиці (столиця Чан'ань і східна столиця Лоян) були вторгнуті, на щастя префектури та графства були багатими рясними пайками та озброєнням, тому опір може бути включений. У династії Сун її багатство та положення були зосереджені в столиці, не залишаючи нікого в місцевих регіонах, так що як тільки столиця була вторгнута, вся країна розвалилася.

### Імператорська експертиза
Екзаменаційна система в династії Сон в цілому переглядала систему династії Тан, але вплив, отриманий завдяки імперській іспитовій системі в династії Сун, відрізнявся від династії Тан. По-перше, сімейний статус (門 第, Менді) досяг свого піку в династії Тан. Коли було проведено іспит, багато кандидатів, які писали його, були студентами з великого походження. Оскільки вони були здобуті великою освітою у своїх сім'ях, у них уже було вкладено чимало політичних анекдотів. Зайнявшись політикою, вони мали більше шансів та можливостей отримати вплив. У пізній династії Тан поріг поступово знижувався, і більшість кандидатів, де бідні, які наполегливо навчалися, збільшували свій життєвий шлях. Окрім самостійного вивчення предметів, які підлягають тестуванню, і присвячення їх уваги декламуванню антології та поезії, країна не створила формальної освіти. Коли репетитори зникали з родини великої родини, політики ставали все більш неосвіченими. Словосполучення «Цзіньші легковажні» (進士 輕薄) стало казковим словом у пізній династії Тан. З династії Сон, за винятком кількох сімей, включаючи сім'ю Лу та Хань, традиції Менді зникли. Сільські школярі, бідні науковці та віддалені кандидати частіше вибиралися для участі у політичній кар'єрі. Вони неминуче були незнайомі з політикою, оскільки не могли дозволити собі приватних репетиторів, тому їхні політичні здібності, безумовно, не викликали сумнівів.
По-друге, іспити в династії Тан мали систему самовисування, що означало, що кандидати могли надсилати свої вірші та здобутки до іспиту для ерудиції міністрів в уряді на розгляд. Оскільки цих міністрів отримали повагу, їх оцінки після прочитання деяких робіт призвели до слави багатьох кандидатів до іспиту, забезпечивши хороші посади. Результати прийому публікуються після іспиту, результати визначаються за консенсусом керівників уряду, які зазвичай відбирали цих відомих кандидатів, не лише покладаючись на виступи в день іспиту. Екзаменатор навіть самооцінився, що не розуміє мети імператорської експертизи, оскільки саме популярність кандидатів визначає рейтинг. Ці слова виявились не шахрайством, а скоріше досить лицарськими. Спочатку метою іспиту було розібратися в генії в країні, і люди вірили, зрозумівши головний дух та оригінальний зміст цієї системи, що вони не повинні турбуватися про деталі її закупівлі. Однак деякі скористалися поблажливістю системи, тому уряду довелося моделювати більш жорстку систему для запобігання шахрайству, що, як правило, стосується всіх систем. Однак, оскільки система ставала поступово жорсткішою, початкове призначення втрачалося, а спрямованість трансформувалася на запобігання шахрайству. Система іспитів стала набагато суворішою в династії Сун. Практика висвітлення прізвищ кандидатів під час маркування для отримання більш справедливих результатів іспиту з'явилася. Однак, якщо екзаменатор навмисне хотів визнати свого улюбленого учня, він не міг знайти паперу учня через приховані імена, тому учня не допустили б. Через ці суворіші правила іспиту іноді не допускатимуть кандидатів, які мають потенціал.
Іспит міг лише розвідати таланти, але не зміг виростити жодного. Був Тайху в династії Хань і Менді в династії Тан, обидва брали участь у культивуванні вчених. Люди Пісні дуже хотіли створити формальну освіту, але ці очікування мали похмуре майбутнє. По-друге, Пісня хотіла змінити програму іспиту, перевіряючи Jingyi (класика, «經 義») замість тестування віршів та одів (詩賦). Цей намір був цілком зрозумілий; поезія була надто розповсюдженою, і використовувати її не можна як стандарт для виявлення блиску для уряду. Але Нова Політика принесла більше шкоди, ніж користі, оскільки експертиза класики не виявилася такою придатною, як поезія та фу. Ван Цзингонг скаржився, що початковий намір використовувати Писання для розвитку талановитих кандидатів, однак це було покладено на голову.
Більше того, нетактовні прийоми та лестощі чиновників з подарунками стали головними зловживаннями в династії Сон; Імперська експертиза зневажала кандидатів з таким походженням, але талановитих людей було обрано не багато. У династії Сон також було занадто багато чиновників, що спричинило великий економічний тиск.

## Військові
Армія Сонґ була розділена на дві групи, одна з них була забороненою армією, а друга — армією Сян. Наприкінці династії Тан під час П'яти династій феодальні держави були зарозумілими і постійно вводять своїх солдатів у конфлікти. У той час майже кожен був солдатом, в суспільстві якого було не так багато вчених. Армія, спочатку ще пристойна, згодом перетворилася на групу старих і слабких військ. Армія не могла битися в бою, тому їх використовували в каторжних роботах, ніби вони були рабами. Кожен, хто служив солдатом, мав бути закріпленим на обличчі, щоб запобігти йому тікати; їх називали військами Пей. Наприклад, Сонг Цзян, Ву Сонг та кілька інших з «Водної Маржини» мали татуювання на обличчі і були відправлені у військові казарми як солдати для виконання трудомістких завдань. Люди засудили уряд за злодій армійських сил, і ці обставини тривали до династії Сун. Однак Song не повністю реформував систему, і як така їх армія мала обмежену бойову ефективність. Армія династії активізувалася в династії Хань і почала перетворюватися на посередництво в династії Тан, оскільки система набору військових служб в династії Сон була лише переглядом цієї роботи в династії Хань. Ці солдати не потрібні були для боїв, лише для виконання різних завдань у місцевих регіонах, роблячи все, що наказали місцеві органи влади. Цілком очевидно, що перше, що потрібно було зробити після заснування династії Сон, — це демобілізація військ та звільнення старих солдатів, але династія Сон тільки коли-небудь робила першу частину. Це також є причиною того, що династія Пін насправді не об'єднала всю країну. Їх ворог Ляо проіснував до династії Сун більше 50 років.
Ші Цзиньюань людям Ляо передали шістнадцять штатів Яньюнь. Ляонін, який був частиною території Шаньсі та Хебея, був у всіх руках Ляоо. Північні бар'єри відійшли назад, і династія Сонґ побудувала свою столицю в Кайфенгу, який був рівнинною землею, оголеною берегами річки Жовта. На схід від гори Тайхан була велика рівнина, солдати кавалерії могли дістатися до берегів річки Жовта за кілька днів, якщо вони спустяться з півночі. Через річку Жовтий вони дійшли до воріт Кайфенг. Під час заснування династії Сун не було налагодженої національної оборони. Якби вони побудували свою столицю в Лоян, противнику все-таки доведеться перетнути гору Джінсуо в районі Чженчжоу від Лонгхая на заході, навіть якби вони перейшли через річку з Бейпінга. Пісня тоді ще ледве встигла захистити від навали. Якщо Ляо йшов на південь із заходу від Шаньсі, Янменський перевал гори Вутай мав природну оборонну географію, яку можна вважати другою національною обороною. Ляо міг легко перетнути річку Жовта, тому столицю треба було побудувати в Лоян. Якщо ми зможемо відновити масштаб династій Хань і Тан і побудувати столицю Чан'ань на захід, звичайно, це краще. Сун Тайзу не будував столицю в Лоян або Чанг'ані, але наполягав на будівництві в Кайфензі, оскільки у нього виникли труднощі. Рання оборонна лінія була перервана раніше, втративши штати Ян Юнь, тому йому довелося зібрати більше військ. Оскільки солдатів доводилося годувати, раціони повинні були повністю підтримуватися басейном річки Янцзи. Територія Центральної рівнини Великої річки була зруйнована від кінця династії Тан до П'яти династій, тому економіка повністю покладалася на Південь. Існував канал від Янчжоу на північ, який відрізняється від каналу в династії Юань. Це був канал Тонджі від імператора Ян з династії Суй, і починався від Кайфенгу на північ від Янчжоу по лінії Лонгхай. Якби рисове зерно було подальше транспортувати до Луян з Кайфенгу, це було б неможливо, оскільки канал Біану був порушений. Оскільки транспортуванням по суші було важко, багато трудових ресурсів і ресурсів було б витрачено на марі. Заснування династії Сон здійснило хаотичне і напівзруйноване суспільство з П'яти династій, тому не було ресурсів, щоб перевезти зерно в Лоян знову, не кажучи вже про спустошення, що залишилося від Чангана. Для того, щоб заощадити витрати на перевезення, Пінг Тайзу переніс столицю до Кайфенгу, також визнаючи, що коли країна буде мирною, то вона рухатиметься на захід
На той час існували дві військові стратегії. Перший — спершу атакувати північний берег річки Жовтий, перемігши Північну Хань та Ляо. Це була агресивна і ризикована стратегія. Якби Пісня зазнала поразки, від розпаду не було б де сховатися. Другим було спочатку завоювати басейн річки Янцзи, об'єднавши південь, перш ніж просуватися на північ, що було відносно стабільною стратегією. Пісня Тайзу зважилася на другу стратегію, спочатку об'єднавши південь, залишивши грізні завдання для наступних поколінь. Після того, як він зійшов на престол, і повів свою армію проти Ляо

## Економіка

### Сільське господарство
Після введення рису Чжанчжен на п'ятому році Дачжун Сянфу (1012) під час правління Сунь Чженчонга, рис був широко пропагандирований, з 30000 Ху (斛, вимірювальна одиниця) рису Чжанчжен, взятого з Фуцзяня та розповсюдженого в Цзянхуай та Лянчже. Це було першим масштабним впровадженням культур культури в історію Китаю. Під час періоду Xining Song Song Shenzong було проведено масштабне днопоглиблення, осідання та поліпшення сільськогосподарських угідь, в яких по всій країні було побудовано 10 793 місць збереження води, в результаті чого зробилось понад 36 мільйонів мю (亩, вимірювальна одиниця) полівних полів. У нижній частині річки Янцзи двічі на рік висаджували рис та пшеницю для підвищення врожайності сільськогосподарських угідь. Сільськогосподарські інструменти також побачили значні вдосконалення: було винайдено інструмент для підйому паростків. Було виявлено, що порошкові мінерали, такі як вапно, сірка та сталактит, можуть застосовуватися як добрива. Ріпак став головною олійною культурою в регіоні Цзяньянь. Чайні дерева були широко посаджені по всьому Півдні. Сичуань, Сичуань, Гуансі. Лянгже та Фуцзянь стали популярними районами посадки цукрової тростини. «Книга шовковичного хробака» Цінь Гуана була найдавнішою літературою з питань сільського господарства в Китаї.
Під час розквіту Північної династії Сонг виробництво білизни вдвічі перевищувало династію Тан. Відсоток бавовняних виробів у всіх текстильних виробах зростав. Два райони Чжецзян та Сичуань стали промисловими центрами для шовку та ткацтва. Порцелянові печі виготовляли по всій країні. Дінчжоу (нині Хебей) виготовляв печі Ding, Ручжоу (тепер Хенань Лінру) виготовляв сушильні машини «Ру», префектура Yingchang Yangzhai (тепер Хенань Yuzhou) виготовляв «Джун фарфор», а Raozhou (тепер Цзянсі Боянг) виготовляв сушильні печі Jingdezhen, всі зі своїми відмітними характеристиками. З розвитком деревообробної поліграфічної галузі попит на папір зростав, що спонукало до швидкого зростання приватної паперової промисловості, значно покращивши навички виготовлення паперу династії Сонг. У Північній династії Сонг видобуто велику кількість вугілля для металургії та як паливо для населення. Нафта використовувалася і в військовій, і в медицині.